# Chrysometa schneblei
Chrysometa schneblei là một loài nhện trong họ Tetragnathidae.
Loài này thuộc chi Chrysometa. Chrysometa schneblei được Herbert W. Levi miêu tả năm 1986.